# 藤野保史
藤野 保史（ふじの やすふみ、1970年6月4日 - ）は、日本の政治家。日本共産党所属の元衆議院議員（2期）。党幹部会委員、国会対策委員会副委員長、書記局員。日本共産党中央委員会政策委員会副責任者（政策副委員長）。

## 略歴
福岡市に生まれる。両親とも日本共産党の党員だった。福岡県立修猷館高等学校卒業。京都大学法学部1年生のとき湾岸戦争の勉強会に参加。それをきっかけとして共産党に入党。大学卒業後、穀田恵二と吉井英勝の秘書を務める。
2003年、中央委員会の政策委員に就任。
2012年の第46回衆議院議員総選挙に比例北陸信越ブロック単独で出馬するも落選。その後は中央委員会原発エネルギー問題対策委員会事務局長を務める。
2014年の第47回衆議院議員総選挙に比例北陸信越ブロック単独で出馬し、初当選。日本共産党が北陸信越ブロックで議席を獲得するのは11年ぶりである。
2016年4月より日本共産党中央委員会政策責任者（政策委員長）。しかし、同年6月に防衛費について、後述の発言が問題視され、与党やおおさか維新の会などから、「不適切な発言だ」として批判が出された。その後その発言に対する引責により辞任、副責任者に降格。
2017年の第48回衆議院議員総選挙に比例北陸信越ブロック単独で出馬し、再選。
2021年の第49回衆議院議員総選挙に比例北陸信越ブロック単独で出馬したが、日本共産党が北陸信越ブロックで議席を逃したため、落選。
2024年の第50回衆議院議員総選挙に比例北陸信越ブロック単独で出馬したが、日本共産党が北陸信越ブロックで議席を逃したため、落選。

## 発言

### 防衛費予算に関する発言
2016年6月26日に出演したNHK「日曜討論」で、防衛費について「人を殺すための予算」と述べた。同席していた稲田朋美が「日本を守るためだ」と反論し、石田祝稔や下地幹郎ら他の同席者も発言取り消しや訂正を勧めたが番組中には応じなかった。
これを聞いた首相の安倍晋三は参院選中の演説で「とんでもない侮辱ではないか」と非難し、日本共産党の志位和夫らが自衛隊を憲法違反とし「将来的な解消」を訴え続けていることについて「こんなことが通るわけはない。あまりにも無責任、失礼な発言だ。この共産党と民進党は、まさに一体となってこの選挙区でも戦いを進めている」と非難した。藤野は番組終了後に「発言は、安保法制＝戦争法と一体に海外派兵用の武器・装備が拡大していることを念頭においたものでしたが、テレビでの発言そのものはそうした限定をつけずに述べており、不適切であり、取り消します」と発言を撤回した。
共産党委員長の志位和夫は27日「海外での戦争のための装備などを念頭に言ったが、そういう前提なしに発言した。私たちも、あの発言は不適切だと考える」と説明し、藤野を口頭で注意したことも明らかにした。また「本人がきちんと（発言を）取り消した。私からも注意し、これで解決したと思っている」とも述べ、これ以上言及する必要はないとの考えを示した。また、党内からは「不用意な発言だったが、誤解だ。言葉尻をとらえての攻撃には断固反対だ」（熊本県委員会の日高伸哉委員長）などの発言もあった。
なお、番組で同席していた民進党の山尾志桜里政調会長は、藤野の発言をとがめず事実上追認した。一方、同党の前原誠司元外相は「自衛隊は専守防衛を行うために極めて重要な役割を果たしている。極めて悪質でひどい発言だ」「身を賭してやってくれている隊員に対して極めて失礼で無礼だ」と批判した。
6月28日夜、藤野は党本部で緊急の記者会見を行い「多くの方から厳しい批判をいただいた。わが党の方針と異なる誤った発言であり、結果として自衛隊の皆さんを傷つけるものとなった。深く反省し、国民の皆さんに心からおわび申し上げる」「発言は撤回したが、党の方針と異なる発言をしたことは政策責任者として極めて重大であり、責任として職を辞したい」と説明し、政策委員長の辞任を表明。同日の常任幹部会で決定された。

## 政策・主張
- 選択的夫婦別姓制度について、「1996年の法制審議会答申が求めた民法改正案のうち、選択的夫婦別姓だけが実現していない。政治の側が、生き方の多様性に対応していくことが求められている」とする[15]。
- 安保法制に反対[16]。
- TPP交渉から直ちに撤退することを求める[16]。
- 原発再稼働に反対[16]。2015年9月22日、官邸前で反原発デモ行動に同じく日本共産党所属の笠井亮衆議院議員と共に参加した[17]。
- 裁量労働制の導入に反対[18]。
- 組織犯罪処罰法の改定（共謀罪法）に反対[18]。
- 憲法改正・集団的自衛権の行使容認に反対[19]。
- アベノミクスを評価しない[19]。
- 首相は靖国神社に参拝すべきでない[19]。
- 村山談話、河野談話を見直すべきでない[19]。
- ヘイトスピーチを法律で規制することに賛成[19]
- 特定秘密保護法は必要でない[19]。
- 普天間基地は国外移設にするべき[19]。
- 政党助成金・企業団体献金の廃止に賛成[19]。
- 「道徳」を小中学校の授業で教える事に反対[19]。
- カジノの解禁に反対[19]。

## 選挙歴
| 当落 | 選挙                   | 執行日         | 年齢 | 選挙区               | 政党       | 得票数 | 得票率 | 定数 | 得票順位 /候補者数 | 政党内比例順位 /政党当選者数 |
| ---- | ---------------------- | -------------- | ---- | -------------------- | ---------- | ------ | ------ | ---- | ------------------ | ---------------------------- |
| 落   | 第46回衆議院議員総選挙 | 2012年12月16日 | 42   | 比例北陸信越ブロック | 日本共産党 | ーー票 | ーー   | 11   | /                  | 1/0                          |
| 当   | 第47回衆議院議員総選挙 | 2014年12月14日 | 44   | 比例北陸信越ブロック | 日本共産党 | ーー票 | ーー   | 11   | /                  | 1/1                          |
| 当   | 第48回衆議院議員総選挙 | 2017年10月22日 | 47   | 比例北陸信越ブロック | 日本共産党 | ーー票 | ーー   | 11   | /                  | 1/1                          |
| 落   | 第49回衆議院議員総選挙 | 2021年10月31日 | 51   | 比例北陸信越ブロック | 日本共産党 | ーー票 | ーー   | 11   | /                  | 1/0                          |
| 落   | 第50回衆議院議員総選挙 | 2024年10月27日 | 54   | 比例北陸信越ブロック | 日本共産党 | ーー票 | ーー   | 10   | /                  | 1/0                          |